# 東ロンバルド語
東ロンバルド語（ひがしロンバルドご、英:Eastern Lombard dialect）とは、主にベルガモ県、 ブレシア県、  マントヴァ県、クレモナ県周辺地域、トレント自治県の一部で話されている、ロンバルド語の主な方言のひとつである 。東ロンバルド語の主な変種には、ベルガマスク語とブレシア語がある。
イタリア語を話す文脈において、東ロンバルド語は総じて「方言」と呼ばれることがよくある。これはしばしばイタリア語の方言を意味するものと誤解されるが、実際にはそうでない。方言ではなく言語である。 東ロンバルド語とイタリア語は異なる言語であり、ほんの限られた 相互理解可能性しかない。 
東ロンバルド語は、ロンバルディア州 やその他の地域でも公式の地位を有していない。ロンバルディア州の公式言語はイタリア語のみである。

## 分類
東ロンバルド語はロマンス諸語であり、ガロ・イタリア語の分枝に属する。語族での立ち位置には、イタリア語よりもオック語、カタルーニャ語、フランス語などに遺伝的に近いという証拠がある。その基層言語はイタロ・ケルト語派である。 

## 地理的分布
東ロンバルド語は主にロンバルディア州東部（イタリア北部）、ベルガモ県、 ブレシア県、  マントヴァ県の北部、クレモナ県の周辺地域で話されている。これらの地域で話されている変種は、一般に近隣地域の話し手なら相互に理解しやすいが、遠い周辺地域では必ずしもそうではない。例えば、ベルガモ渓谷の高山にいる住民は、マントヴァ平野の農村にいる住民の東ロンバルド語をほとんど理解できない。相違点には、語彙、文法、発音の要素が含まれる。

## 音韻
以下の記述は、基本的にブレシア県で話されている東ロンバルド語に基づくものである。基本原則は他の変種にも一般的に有効だが、地域差がある。
東ロンバルド語には9つの母音と20の子音がある。

### 子音
|                  |          | 唇音 | 歯茎音 | 後部歯茎音 / 硬口蓋音 | 軟口蓋音 |
| ---------------- | -------- | ---- | ------ | --------------------- | -------- |
| 鼻音             | 鼻音     | m    | n      | ɲ                     |          |
| 破裂音 と 破擦音 | 清音     | p    | t      | t͡ʃ                    | k        |
| 破裂音 と 破擦音 | 濁音     | b    | d      | d͡ʒ                    | ɡ        |
| 摩擦音           | 清音     | f    | s      | (ʃ)                   |          |
| 摩擦音           | 濁音     | v    | z      |                       |          |
| ふるえ音         | ふるえ音 |      | r      |                       |          |
| 接近音           | 中線音   | w    |        | j                     |          |
| 接近音           | 側面音   |      | l      | (ʎ)                   |          |

濁音の子音/b/, /d/,  /ɡ/, /v/, /z/, /dʒ/は単語の最後には決して現れない。他の言語（ドイツ語、オランダ語、トルコ語、ロシア語など）に共通するこの現象は、最終無声化（final devoicing）と呼ばれる。音素/ʃ/は、外来語でのみ現れ、多くはイタリア語からの借用である。例えば、scià（イタリア語sciareから）は/ʃiˈa/と発音される。音素/tʃ/は、子音の前に[j]と発音される。東ロンバルド語には/tʃ/+子音の形が存在しないため、これは単語の中では決して現れない。 ただし、子音で始まる別の単語の直前に/tʃ/が出現した場合、これが発生する。例として、   
- I è nacc vià [i ɛ ˌnaj ˈvja] =「彼らは立ち去った」vs
i è nacc a spas [i ɛ ˌnatʃ a ˈspas] =「彼らはゆっくりと歩いて行った」
- Töcc du [tøj ˈdu] =「両方」「2つそれぞれ」vs
töcc öndes [tøtʃ ˈøndes] =「11つの全て」

接近音 /j/, /w/ は母音の音/i/, /u/とは異なる音素である。以下に例を示す。 
- /kwat/ =「どのくらい」vs /kuˈat/ =「考え込んだ」
- /pjat/ =「皿」vs /piˈat/ =「噛まれた」

局地的に、無声歯茎摩擦音[s] は無声声門摩擦音[h]に置き換えられる。 これは、主にベルガモとブレシアの谷の麓にて起こる。したがって、Brèssa（ブレシア）は[ˈbrɛhɔ]の代わりに[ˈbrɛsɔ]と発音される。しかし、この現象が規則となっている地域においても、考慮するべき興味深い例外がいくつかある。grassie （感謝）のような言葉は決して発音しない[ˈɡrahje]。現在、最も一般的な発音は[ˈɡrasje]だが、より生粋の結果（よく高齢者に好まれる）は[ˈɡrahtʃe]となる。以下がその例。
- Licensià (却下する、射撃する) = [litʃenˈsja] / [lehenˈtʃa]
- Cristià (キリスト教の) = [krisˈtja] / [krihˈtʃa]
- Pasiù (情熱) = [paˈsju] / [pahˈtʃu]

### 同化
東ロンバルド語では、単語境界での逆行同化が一般的である。同化は完全なものも部分的なものもありうる。 完全な同化は、2つの閉鎖音が合わさった時に起こる。この場合、最初の閉鎖音は2番目の閉鎖音に完全に吸収され、結果として生じる音は2番目の子音の全特徴を有するが、かなり伸長する。例として、
- el ga fat pàla = [ɛl ɡa fa‿ˈpːalɔ]
- l'è tròp calt (暑すぎる) = [ˌlɛ trɔ‿ˈkːalt]
- el gat bianc (白猫) = [el ɡa‿ˈbːjaŋk]

同じ現象は、閉鎖子音が鼻音または流音の直前に来る場合も起こる。
- en gat négher ("黒猫") = [ɛŋ ɡa‿ˈnːeɡɛr]
- l'è tròp mis = [ˌlɛ trɔ‿ˈmːis]
- so ché strac mórt (死ぬほど疲れた)= [so ˌke stra‿ˈmːort]

完全な同化は、閉鎖音が摩擦音の直前に来る場合にも起こり得る。 例えばl'è nit vért = [ˌlɛ ni‿ˈvːert]。
鼻音+閉鎖音の並びが別の閉鎖音または摩擦音と隣り合うと、最初の閉鎖音は完全になくなり、鼻音は部分的な同化を受ける。 この場合に伸長は起こらない。 例として、
- el ga 'l sanch blö (彼は青い血（貴族）だった)= [ɛlˌɡal sam‿ˈblø]
- l'è lonc fés = [ˌlɛ loɱ‿ˈfes]

しかし、閉鎖音が/z/の直前に来る時、同化は両方の子音を伴い、その結果は破擦音となる。
- l'è nit zó ècc = [lɛ ˌni‿dːzo ˈɛtʃ]
- l'è tròp zalt (それは黄色（臆病）すぎる) = [ˌlɛtrɔ‿ˈdːzalt]

音素/n/は、次の子音で調音部位にて同化が可能である。 したがって、/nk/ と /nɡ/内の/n/  は軟口蓋音[ŋ]で、 /nv/ と /nf/内の/n/ は唇歯音[ɱ]  である。単語の中では、/p/ および/b/の前で音素/n/ は決して音声転写されず、そこには代わりに/m/ が表記される。/n/ → /m/を含む鼻音の同化もまた単語境界をまたいで行われる。 例として、 
- en ca (犬) = [ɛŋ‿ˈka]
- vàghen fò (急げ) = [ˌvaɡeɱ‿ˈfɔ]
- l'an pasàt (昨年) = [ˌlam‿paˈsat]

### 母音
東ロンバルド語には9つの母音の音がある。
| IPA | 例          | イタリア語 | 日本語 |
| --- | ----------- | ---------- | ------ |
| i   | sich /sik/  | cinque     | 五     |
| e   | sét /set/   | sete       | 渇き   |
| ɛ   | séch /sɛk/  | secco      | 乾燥   |
| a   | sach /sak/  | sacco      | 袋     |
| o   | ciót /tʃot/ | chiodo     | 爪     |
| ɔ   | sóch /sɔk/  | ciocco     | 切り株 |
| ø   | söt /søt/   | asciutto   | 乾燥   |
| y   | mür /myr/   | muro       | 壁     |
| u   | mur /mur/   | moro       | 桑の実 |

強勢のない最終音節では3つの母音音素だけが出現する。/a/ は開音節のみ、/o/ と /e/ は開音節と閉音節の両方で現れる。他の母音は外来語の最終音節に現れることがある。
局地的に、音素/a/ が強勢のない音節内で単語の最後の音として現れる場合は、[ɔ]と発音される。例として、
- lüna (月) = [ˈlynɔ]
- setemana (弱い) = [sɛtɛˈmanɔ]

### 強勢のない母音体系の減衰および地方変異
母音のコントラストの一部は、強勢のない音節内だと消されてしまう。例えば、ブレシア都市内の変種において、[ɔ] と [o] はもはや違いがない。そのため、単語robà （盗む）は [roˈba] と[rɔˈba]の両方で発音できて、違いが話者にほとんど気付かれない。加えて、さらなる変異[ruˈba] もまた可能で、この場合は違いが話者に気付かれるが、地方変異だと見なされて明瞭度の損失は起こらない。[e] と [ɛ] の音も強勢なしの音節ではもはや違いがなく、そのため単語vedèl （子牛）は[veˈdɛl] または[vɛˈdɛl]で発音可能である。しかしながら、母音の調和（後述）による影響を受けた時、 強勢なしの[e]/[ɛ], [o]/[ɔ], [ø] の音はそれぞれ[i], [u], [y]になる。
結論として、強勢のない音節では[o]/[ɔ]/[(u)], [ø]/[(y)], [a], [e]/[ɛ], [i] と事実上５つのコントラストがある母音だけだと言える（ただし、[i] は[e]/[ɛ] から完全に分離されてはいない）。いくつか例を挙げる。
- molà (行こう) [moˈla]
- mölà (すり潰す) [møˈla]
- malàt (病気) [maˈlat]
- pelàt (はげた) [peˈlat]
- Milà (ミラン) [miˈla]

とはいえ、東ロンバルド語の他の変種では状況が異なることがあり、地域によって強勢のない母音体系の規則は異なる。例えば、ブレシア県の、フランチャコルタでは、[o] と[ø] の音がアクセント直前の位置で[u] と [y]に規則的に置き換えられる。 
- molàの代わりとしてmulà
- Roàtの代わりとしてRuàt (ロヴァート)
- Öspedalètの代わりとしてÜspedalèt (オスピタレット)

強勢なしの状態ではこれらの音は違いがないため、これらの地方変異が相互の明瞭度を損うことはない。

### 母音調和
東ロンバルド語の（主にブレシア地域の）特定の変種は、母音の高さの特徴を含んだ逆行的な母音調和のプロセスを見せる。狭母音（/i/ または /u/）に強勢がかかると、先行する母音の高さが移行して、そのうえ狭くなる（/ɛ/ と /e/が [i]になり、また/ɔ/ と /o/は[u]になる）。母音/a/ はこの影響を受けず、調和プロセスを途絶する不協和母音（opaque vowel）として働く。カムーノでは、強勢がかかった母音が/i/ である場所でのみ調和がほとんど起こり、/u/の場所では起きない。
この現象は、単語の機能と独立して全ての単語に影響する。
縮小辞と拡大辞は、それぞれ接尾辞-ì と-ù (feminine -ìna と -ùna) からなるため、このプロセスは名詞において容易に観察可能である。
- cortèl (ナイフ)
  - curtilì (小型ナイフ)
  - curtilù (大型ナイフ)

既述であるが、母音/a/ は調和プロセスを途絶する不協和母音として働く。
- fontàna (噴水)
  - fontanì (小さい噴水), 間違い→ funtanì
- öspedàl (病院)
  - öspedalì (小さい病院), 間違い→ üspidalì

ただし、/a/ の後および強勢がかかる母音の前に現れる母音は、いまだ影響を受けることになる。
- mortadèla (モルタデッラ)
  - mortadilìna (小さいモルタデッラ)

このような場合、funtanì と üspedalì (ただしüspidalìはダメ) またはmurtadilìna のような変種は受け入れられる（または局所的に好ましい）が、普通の強勢なし母音の変異性に該当する。
動詞は、語形変化に強勢がかかった/i/ が含まれる時、活用変化においてこのプロセスの影響を受ける。例えば、
- öler (欲しい)
  - öle (私は欲しい)
  - ülìt (欲しい、の過去分詞)
  - ülìf (あなた達が望む、2人称複数形)
  - ülìef (あなた達が望んでいた、2人称複数形の直説法半過去)

接尾辞-ùs (feminine -ùza) で形成された形容詞もこの規則を見せる。
- póra (不安)
  - purùs, purùza (不安でいっぱいの人)

## 正書法
東ロンバルド語はいまだ主に口頭言語であるため、一般的に受け入れられている正書法は確立されていない。近年はテキスト制作（主に軽い喜劇と詩集）が増加しているが、著者は各々独自の綴り規則に従っている。最も議論の余地がある問題は、母音間の /s/ と/z/の表記法だと思われる（様々な著者により⟨-ss-⟩, ⟨-s-⟩ や ⟨-z-⟩)果ては /tʃ/ と記される。あと/k/が(⟨-cc⟩, ⟨-c⟩ , ⟨-ch⟩などと記される)。  　
本記事は、以下の例外を除いて、イタリア語の正書法（Italian orthography）規則に従う。

### 母音
ダイアクリティカルマークは、強勢された音節内の/e/ から /ɛ/ と/o/から/ɔ/を区別するため、母音に対して利用される。さらに、ウムラウトは円唇母音/ø/ と/y/を表すために採用されている。 
| 文字 | 音韻 |
| ---- | ---- |
| a    | /a/  |
| é    | /e/  |
| è    | /ɛ/  |
| i    | /i/  |
| ó    | /o/  |
| ò    | /ɔ/  |
| u    | /u/  |
| ü    | /y/  |
| ö    | /ø/  |

グレイヴ・アクセント とアキュート・アクセントは、非単音節語内で強勢された音節を示すのにも使用されることに注意して欲しい。強勢なしの母音はさほど区別がないので、開閉の質を区別する必要はない。

### 子音
二重音字⟨-cc⟩は、単語終わりで音/tʃ/ を表すために使われる（他の位置では、この音は通常のイタリア語正書法規則により表記され、前舌母音の前なら⟨c⟩ で、非前舌母音の前は⟨ci⟩ ）。
ロンバルド語に特有の子音の順列として、無声歯茎摩擦音の後に無声後部歯茎破擦音[stʃ]が続く。本記事ではこの音を⟨s·c⟩と表記する慣例を採用するが、他のテキストは異なる伝統に従うかもしれない（そのため、同じ順列で⟨s'c⟩ や ⟨s-c⟩ や不明瞭な⟨sc⟩;でも綴られることがあり、一部の著者は⟨scc⟩を使う）。イタリア語に存在しないこの順列は、s·cèt (息子、少年) /stʃɛt/のように単語冒頭でも現れ、中央brös·cia (ブラシ) /ˈbrøstʃa/や、単語終わりgiös·cc (正しさ、複数形) /ˈdʒøstʃ/でも現れる。
/zdʒ/ の順列は東ロンバルド語にも存在し、本記事では⟨-sgi-⟩,の記号順序で表記している。例として
- bàsgia (大きなボウル) = /ˈbazdʒa/
- sgionfà (膨らませる) = /zdʒonˈfa/

## 文法
詳細は東ロンバルド語の文法を参照
東ロンバルド語の文法体系は、他のロマンス諸語のものと同様である。 語順はSVO型（主語-動詞-目的語）で中程度の語形変化を有する。動詞は法、時制、相によって活用変化され、人称や数などの目的語に同調する。名詞は男性名詞または女性名詞に分類され、単数形と複数形も変化が目立つ。形容詞と代名詞は、性別と数で変更される名詞に同調する。東ロンバルド語は 曲用（格変化）に重ねる前置詞も好んで使われる。

## 文学
東ロンバルド語で書かれた最古のテキストは、ボーヴェニョで発見された原稿「Mayor gremeza il mund no pothevela ancor aver」が知られており、14世紀のものである。今日、文学作品は量が増え、軽い喜劇と詩集が主である（アンジェロ・カノッシ はブレシア方言の詩人）。

## 例文
以下、ブレシアに伝わる話。

### La mèrla
I mèrli 'na ólta i ghìa le pène biànche, ma chèl envéren lé l'éra stàt en bèl envéren e lé, la mèrla, la gà dìt: "Zenér de la màla gràpa, per tò despèt gó i uzilì 'ndela gnàta." A lü, 'l Zenér, gh'è nìt adòs 'n pó de ràbia, e 'l gà dìt: "Spèta, mèrla, che te la faró mé adès a té, e se te sét biànca mé te faró ègner négra." E pò dòpo 'l gà dit amò: "Dù ghe i ó e giü 'n prèstet el töaró e se te sét biànca, mé te faró ní négra." E alùra 'l gà fàt nì fò 'n frèt che se n'ìa mài vést giü compàgn. 
Lé la mèrla la saìa piö che fà cói sò uzilì ndèla gnàta, e isé l'è nàda a rifügiàs endèla càpa del camì; dré al camì va sö 'l föm e lùr i uzilì i è déentàcc töcc négher, e quànche i è nicc fò de là, la mèrla la gh'ìa mìa piö le pène biànche, ma la ghe i éra négre. Alùra Zenér, töt sudisfàt, el gà dìt: "Tò mèrla, che te l'ó fàda mé staólta: se te se stàda biànca mé t'ó fàt ní négra e isé te làset lé de seghetà a tiràm en gìr." 

### 音韻での転写
[i ˈmɛrli na ˈoltɔ i ˈɡiɔ le ˌpɛne ˈbjaŋke | ma ˌkɛl ɛɱˌverɛn ˈle lerɔ ˌstat ɛm ˈbɛl ɛɱˌverɛn ɛ ˌle | la ˈmɛrlɔ | la ɡa ˈditː | zeˈner de la ˌmalɔ ˈɡrapɔ | ˌper tɔ deˈspɛt ˌɡo j uziˈli ˌndelɔ ˈɲatɔ | aˈly | lzeˈner | ˌɡɛ nit aˈdɔs em ˌpo de ˈrabja | ˌɛ lː ɡa ˈdit | ˈspɛtɔ | ˌmɛrlɔ | kɛ tɛ la faˌro ˈme aˌdɛs a ˈte | ɛ sɛ tɛ ˌse ˈbːjaŋkɔ ˌme tɛ faro ˌɛɲɛr ˈneɡrɔ | ɛ pɔ ˈdɔpo l ɡaˌdit aˌmɔ | ˌdu ɡɛ ˈj o ɛ dʒy m ˌprɛstet ɛl tøaˈro ɛ sɛ tɛ ˌse ˈbːjaŋkɔ | ˌme tɛ faˌro ni ˈneɡrɔ | ɛ aˈlurɔ l ɡa ˌfa nːi ˌfɔ ɱ ˈfrɛt kɛ sɛ ˌnia mai ˌvez dʒy komˈpaɲ] 
[ˌle la ˈmɛrlɔ la saˌiɔ pjø ke ˈfa koj ˌsɔ uziˌli ndɛlɔ ˈɲatɔ | ɛ iˈse ˌlɛ nadɔ ˌa rifyˈdʒas ɛnˌdɛlɔ ˌkapɔ dɛl kaˈmi | ˌdre al kaˈmi va sø l ˈføm ɛ ˈlur j uziˈli j ɛ deɛnˈtaj ˌtøj ˈneɡɛr | e ˌkwaŋ kɛ j ɛ ˌnij fɔ de ˈla | la ˈmɛrlɔ la ˌɡiɔ miɔ ˌpjø le ˌpɛne ˈbjaŋke | ma la ɡɛ ˌj erɔ ˈneɡre | aˈlurɔ zeˈner | tø sːudisˈfat | el ɡa ˈdit | ˈtɔ ˌmɛrlɔ | kɛ tɛ lo ˌfadɔ ˈme staˌoltɔ | sɛ tɛ se ˌstadɔ ˈbjaŋkɔ ˌme to fa ˌnːi ˈneɡrɔ ɛ iˈse tɛ lasɛ ˈlːe dɛ seɡeˈta a tiˌram en ˈdʒir] 

### 雌のクロウタドリ（翻訳文）
かつてクロウタドリは白い羽毛を持っていたが、当時は冬が穏やかで、雌のクロウタドリは1月を嘲って言った。「馬鹿な1月よ、あなたにもかかわらず、私は巣の中でひなを抱えているわ」これを聞いて、1月は怒りそして彼は言った。「ちょっと待て、お前だ雌のクロウタドリ、私はお前を騙すだろう、そして私がお前を白から黒に変えてやろう」それから彼は言った。「私は2つ持っている、そして私は1つを借りてくるだろう、そして私がお前を白から黒に変えるだろう。」そして彼は以前まで決してなかったほどの寒さをもたらした。
雌のクロウタドリは巣の中で彼女のひなにどう対処ればいいか分からず、そこで彼女は煙突のフードに避難して、そこで煙が全ての鳥を黒に変えてしまった。だから彼女たちが出てきた時、クロウタドリはもはや白い羽毛を持っておらず、黒いものだった。そして1月は、とても楽しくて、言った。「今回は私がお前を馬鹿にする番だ、クロウタドリよ。お前は白かったそして私がお前を黒に変えた、これがお前に私をからかうのを止めるよう教えることだろう」